# Bulbophyllum proboscideum
Bulbophyllum proboscideum är en orkidéart som först beskrevs av François Gagnepain, och fick sitt nu gällande namn av Gunnar Seidenfaden och Tem Smitinand. Bulbophyllum proboscideum ingår i släktet Bulbophyllum och familjen orkidéer. Inga underarter finns listade i Catalogue of Life.